# Aappilattoq (Nanortalik)

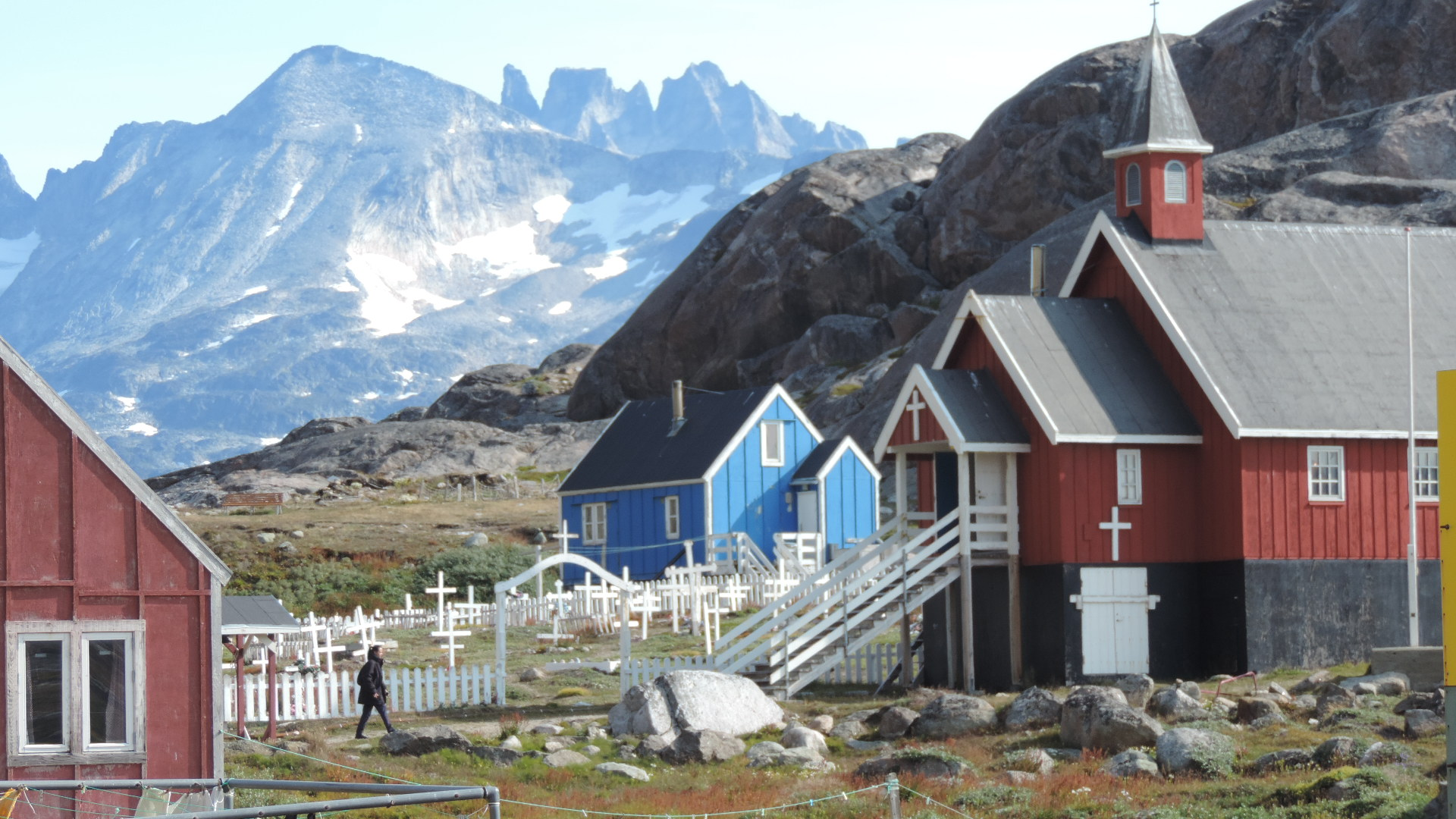
Die Kirche und der Friedhof von Aappilattoq (2017)

Aappilattoq [ˈaːpːiˌlatːɔq] (nach alter Rechtschreibung: Augpilagtoĸ) ist eine grönländische Siedlung im Distrikt Nanortalik in der Kommune Kujalleq.

## Lage
Aappilattoq liegt auf einer kleinen Halbinsel an der Stelle, wo sich die drei Gewässer Torsukattak, Ilua und Qoornoq kreuzen. Direkt östlich grenzt zudem der Prins Christian Sund an. Einzig im Norden wird die Siedlung nicht von Wasser abgetrennt, sondern von hochaufragenden Bergen. Der nächstgelegene Ort ist Narsarmijit 26 km südwestlich. Aappilattoq ist der östlichste Ort Westgrönlands.

## Geschichte
Aappilattoq war bereits 1880 bewohnt. Für 1900 sind 13 Bewohner des Wohnplatzes überliefert. Anschließend wurde er verlassen. 1922 wurde an der Stelle des ehemaligen Wohnplatzes aufgrund der guten Fischgründe ein Udsted errichtet, der das zeitgleich aufgegebene Pamialluk ersetzte. Zu diesem Zweck wurden eine Wohnung für den Udstedsverwalter, ein Packhaus, ein Laden und ein Fischhaus errichtet. Die Schulkapelle von 1926 wurde aus Pamialluk übernommen. 1956 wurde eine Zimmerei, 1957 die Telestation und ein weiteres Packhaus und 1958 eine Schule errichtet. 1960 wurden eine Krankenstation und eine Hebammenwohnung errichtet und im Jahr darauf ein Versammlungshaus. Die Schulkapelle wurde 1969 restauriert. 1985 wurde eine Kirche gebaut, die die alte Kapelle aus Pamialluk völlig ablöste.
1930 lebten 169 Menschen in Aappilattoq, 1940 waren es 122, 1950 199 und 1960 238.

## Wirtschaft
Der Ort lebt typischerweise von Fischerei und Jagd. Weitere Arbeitsmöglichkeiten bieten die Pilersuisoq-Filiale, die Schule und die Dorfverwaltung. Die Fischfabrik in Aappilattoq wurde von 2012 bis 2014 renoviert. Besonders Klappmützen, Schwarzer Heilbutt und Gestreifter Seewolf werden gejagt, gefangen und verarbeitet. Seehundfell wird lokal oder in Qaqortoq gehandelt.
Eine mögliche weitere Einnahmequelle stellt der Tourismus dar. Aufgrund der den Ort umgebenden hohen Berge und der Lage an der Kreuzfahrtschiffsroute des Prins Christian Sunds ist Aappilattoq attraktiv für Bergsteiger.

## Infrastruktur und Versorgung
Aappilattoq hat einen Naturhafen mit einem Kai und einer Pontonbrücke, von wo aus der Bootsverkehr läuft. Luftverkehr wir über den Heliport Aappilattoq abgewickelt.
Die Häuser sind nicht an ein Abwassersystem angeschlossen, verfügen aber mehrheitlich über einen Stromanschluss. Der Strom wird im 2015 in Betrieb genommen Kraftwerk von Nukissiorfiit produziert. Die Trinkwasserversorgung erfolgt durch einen abgesperrten Bach im Nordwesten, von dem aus Wasserleitungen zu den einzelnen Häusern führen. Zudem ist Aappilattoq an Telekommunikation angeschlossen. Abfälle werden deponiert oder verbrannt.

## Bebauung
Die Schule hatte 2016/17 fünf Schüler. Das Dorf verfügt über eine Gemeinschaftswerkstatt, einen Laden und eine 2007 renovierte Feuerwache. Das Servicegebäude verfügt über eine Wäscherei, Sanitärräume und dient zudem als Dorftreff. Im Norden befindet sich ein Fußballplatz. Nördlich der Kirche befindet sich der aktuell genutzte Friedhof, während weiter nördlich ein historischer weiterer Friedhof liegt.

## Sport
Der 1959 gegründete Fußballverein Qavak-59 Aappilattoq nahm 1963/64 und 2003 an der Grönländischen Fußballmeisterschaft teil.

## Söhne und Töchter
- Aage Hammeken (1934–1986), Politiker (Siumut)

## Bevölkerungsentwicklung
Aappilattoq ist ein typisches Beispiel für die Abwanderung in grönländischen Dörfern. Wenngleich der Ort seit 2014 eine relativ konstante Einwohnerzahl hat, so hat sich diese in den letzten 40 Jahren mehr als halbiert.